# 南北樓

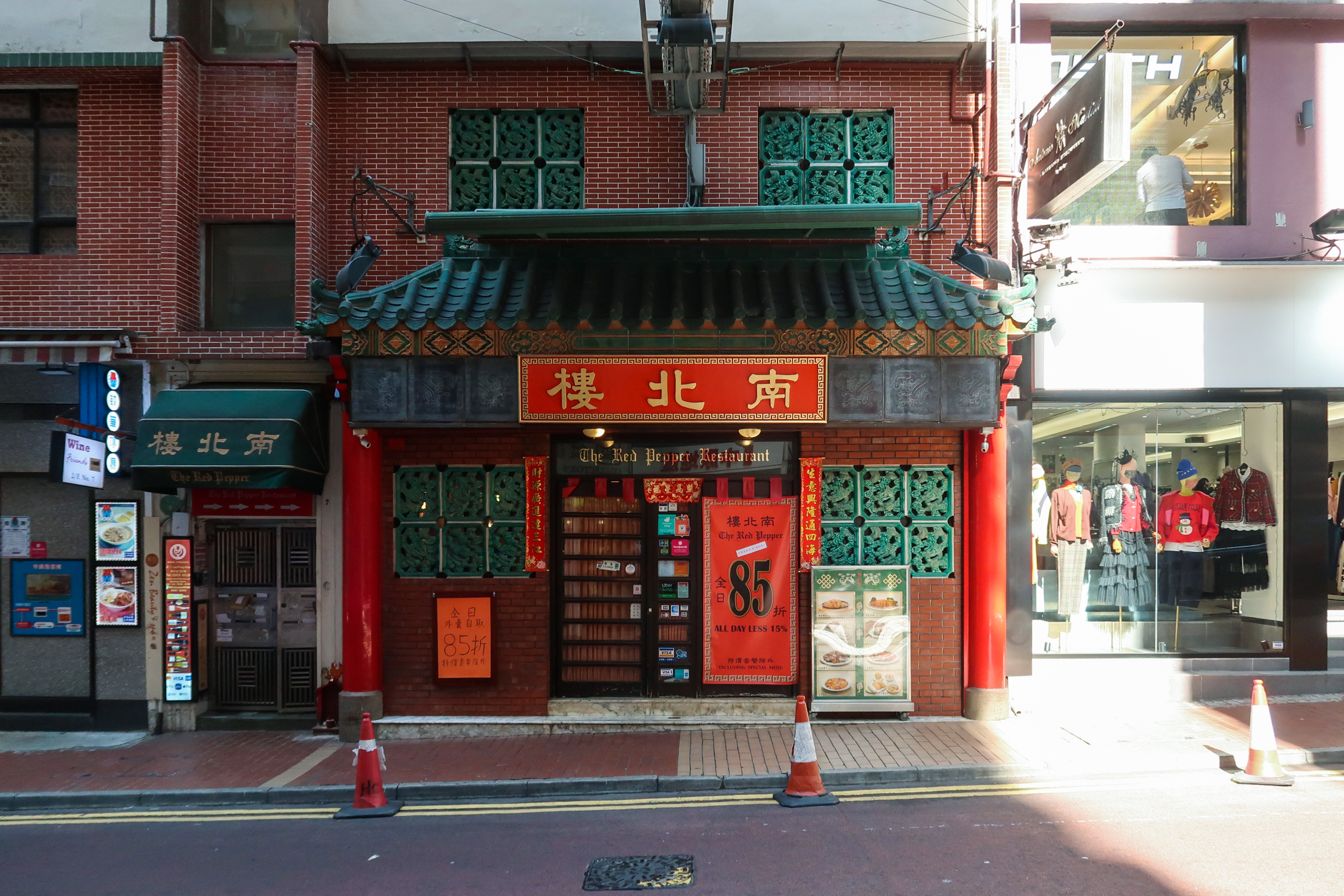
南北樓餐廳外貌

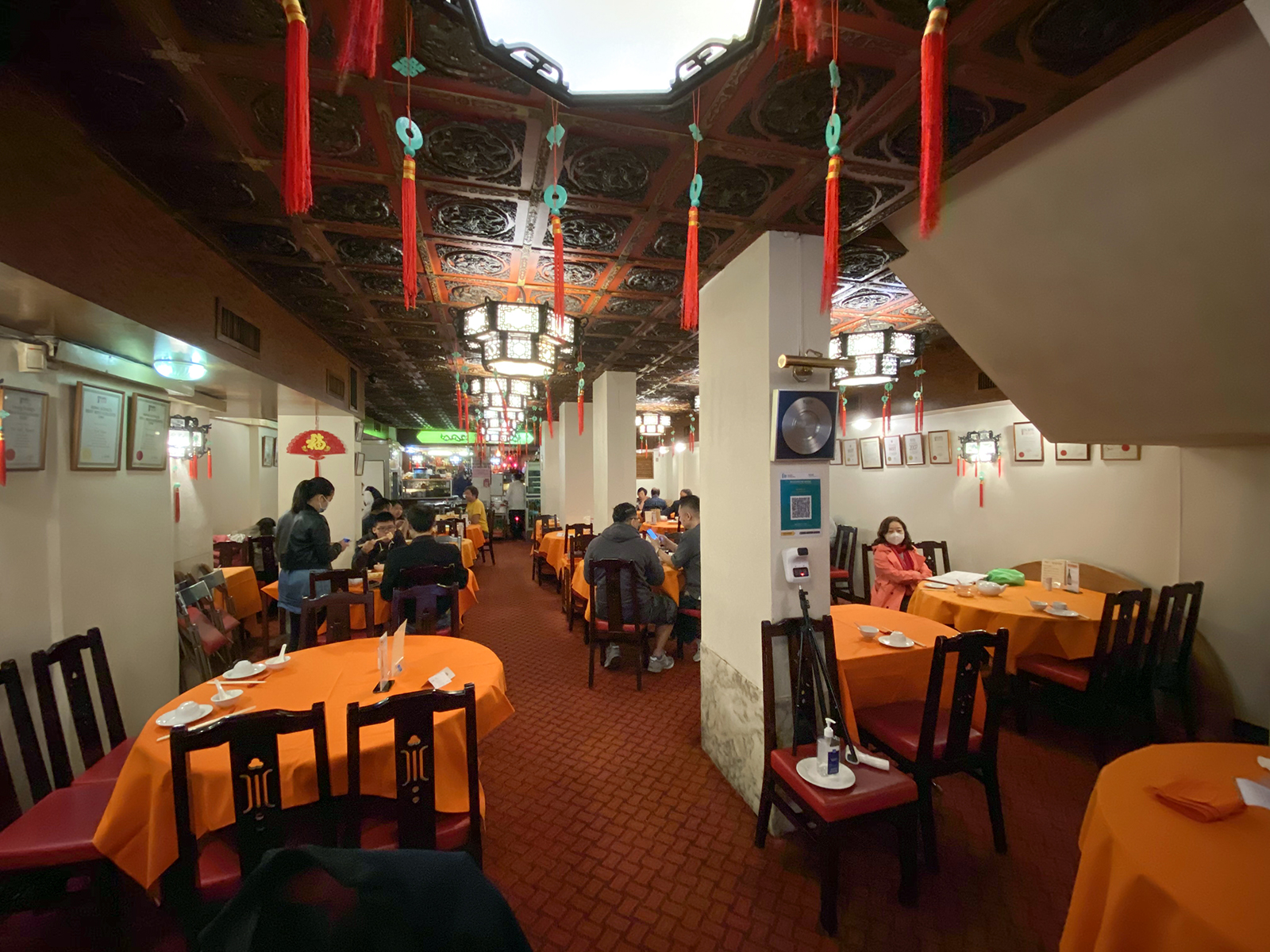
南北樓餐廳內保持1970年代古色古香的中式裝潢

南北樓（The Red Pepper Restaurant），位於香港銅鑼灣蘭芳道7號地下和1樓，是一家開業50年的川菜館，因作為已故武打巨星李小龍主演的電影《死亡遊戲》拍攝場景為人熟悉。2020年12月31日因受到新型冠狀病毒疫情衝擊而停業。

## 歷史
家人早年在希慎道經營「咖啡屋」，售賣西式糕餅深受市民歡迎後，餐廳東主李家富到1971年開設餐廳，是當年香港少有的川菜酒家。而餐廳自開業起專注海外遊客和在港工作的英國人為主，相反本地客和廣東人比較少，1970至1980年代開始有不少日本客來光顧。電影《死亡遊戲》取景後，更吸引不少李小龍粉絲到訪。餐廳東主表示當日拍攝期間不在現場，只有他的弟弟在場打點，並協助攝製隊完成拍攝工作。
東主在1975年以56.5萬元購入自用，到2011年以1.76億元賣予活躍於銅鑼灣商舖的投資者兆安李太、李佘少鴻。南北樓沽後再租回自用至今。

## 特色
餐廳佔地約1,500平方呎，分為地下和1樓兩層。地下為主要用作餐廳用途，並大致保留原有古色古香的中式裝潢。包括宮廷式天花和以及別具特色的燈籠。而1樓為廚房和洗手間。而餐廳名菜包括鐵板干燒蝦球、辣子雞丁、水煮牛肉和宮廷天花。

## 結業
2020年受到新型冠狀病毒疫情的衝擊，餐廳決定2021年1月1日起暫時停業，暫時未有確實重開日期，有熟客表示不捨得。而食客引述職員指，估計停業原因是與晚市幾乎沒有生意有關。

## 資料來源
1. ↑  . 頭條日報. 2020-12-27  [2020-12-30]. （原始内容存档于2021-02-27）.
2. ↑  . Hysan 95.   [2020-12-30].
3. ↑  . 蘋果日報. 2020-12-27  [2020-12-30]. （原始内容存档于2020-12-30）.
4. ↑  . 香港經濟日報. 2020-12-27  [2020-12-30].
5. ↑  . on.cc. 2020-12-27  [2020-12-30]. （原始内容存档于2020-12-27）.

## 外部連結
- 南北樓 facebook專頁